# José Rogério de Oliveira Melo
José Rogerio de Oliveira Melo (Pesqueira, 24 dicembre 1990) è un calciatore brasiliano, attaccante dell'Atlético Piauiense.

## Caratteristiche tecniche
È un'ala sinistra.

## Palmarès

### Competizioni statali
- Campionato Pernambucano: 1

Sport Recife: 2017
- Campionato Baiano: 1

Bahia: 2019

### Competizioni regionali
- Copa do Nordeste: 1

Ceará: 2020